# Elecciones regionales de Italia de 2019
Las elecciones regionales en Italia tuvieron lugar durante 2019 en cinco regiones de veinte: Abruzos (10 de febrero), Cerdeña (24 de febrero), Basilicata (24 de marzo), Piamonte (26 de mayo) y Umbría (27 de octubre).

## Resumen

### Elecciones presidenciales
| Abruzos    | 10 de febrero | Luciano D'Alfonso  |  | Partido Democrático | Marco Marsilio    |  | Hermanos de Italia      |
| Cerdeña    | 24 de febrero | Francesco Pigliaru |  | Partido Democrático | Christian Solinas |  | Partido Sardo de Acción |
| Basilicata | 24 de marzo   | Marcello Pittella  |  | Partido Democrático | Vito Bardi        |  | Forza Italia            |
| Piamonte   | 26 de mayo    | Sergio Chiamparino |  | Partido Democrático | Alberto Cirio     |  | Forza Italia            |
| Umbría     | 27 de octubre | Catiuscia Marini   |  | Partido Democrático | Donatella Tesei   |  | Liga                    |

## Resultados regionales

### Abruzos
|  | 48,03 % |

|  | 31,29 % |

|  | 20,20 % |

|  | 0,48 % |

|  | 97,08 % |

|  | 1,98 % |

|  | 0,94 % |

|  | 53,11 % |

|  | 46,89 % |

### Cerdeña
|  | 47,78 % |

|  | 32,92 % |

|  | 11,20 % |

|  | 3,35 % |

|  | 2,31 % |

|  | 1,83 % |

|  | 0,59 % |

|  | 96,35 % |

|  | 3,65 % |

|  | 53,78 % |

|  | 46,22 % |

### Basilicata
|  | 42,20 % |

|  | 33,11 % |

|  | 20,32 % |

|  | 4,37 % |

|  | 96,22 % |

|  | 2,77 % |

|  | 1,01 % |

|  | 53,52 % |

|  | 46,48 % |

### Piamonte
|  | 49,86 % |

|  | 35,80 % |

|  | 13,61 % |

|  | 0,73 % |

|  | 95,60 % |

|  | 2,55 % |

|  | 1,85 % |

|  | 63,34 % |

|  | 36,66 % |

### Umbría
|  | 57,55 % |

|  | 37,48 % |

|  | 2,64 % |

|  | 1,01 % |

|  | 0,87 % |

|  | 0,21 % |

|  | 0,13 % |

|  | 0,10 % |

|  | 97,40 % |

|  | 1,81 % |

|  | 0,79 % |

|  | 64,69 % |

|  | 35,31 % |